# Prix Wepler
Le prix Wepler est un prix littéraire créé en 1998 à l’initiative de la librairie des Abbesses, avec le soutien de la Fondation La Poste, et de la Brasserie Wepler (place Clichy, Paris 18e). Il distingue chaque année, au mois de novembre, un auteur contemporain. Il fonctionne avec un système de jury tournant. 

## Présentation
Le prix Wepler a été créée en 1998 par la librairie des Abbesses, dirigée par Marie-Rose Guarnièri, avec le soutien de la brasserie Wepler et de la Fondation La Poste. Il ambitionne de présenter de « nouveaux talents ou de soutenir des plumes plus confirmées mais moins mises en avant ». Il se distingue notamment par le renouvellement intégral de son jury composé de professionnels et d'amateurs. Grâce à la Fondation La Poste, le prix est doté de 10 000 euros et d’une somme de 3 000 euros pour la mention spéciale qui « récompense l’excès, l’audace, l’érudition et l’inclassable ».

## Liste des lauréats

### Prix Wepler
- 1998 – Florence Delaporte, Je n'ai pas de château (Gallimard)
- 1999 – Antoine Volodine, Des anges mineurs (Seuil)
- 2000 – Laurent Mauvignier, Apprendre à finir (Minuit)
- 2001 – Yves Pagès, Le Théoriste  (Verticales)
- 2002 – Marcel Moreau, Corpus scripti (Denoël)
- 2003 – Éric Chevillard, Le Vaillant Petit Tailleur (Minuit)
- 2004 – François Bon, Daewoo   (Fayard)
- 2005 – Richard Morgiève, Vertig (Denoël)
- 2006 – Pavel Hak, Trans (Seuil)
- 2007 – Olivia Rosenthal, On n'est pas là pour disparaître
- 2008 – Emmanuelle Pagano, Les Mains gamines
- 2009 – Lyonel Trouillot, Yanvalou pour Charlie
- 2010 – Linda Lê, Cronos
- 2011 – Éric Laurrent, Les Découvertes
- 2012 – Leslie Kaplan, Millefeuille.
- 2013 – Marcel Cohen, Sur la scène intérieure. Faits
- 2014 – Jean-Hubert Gailliot, Le Soleil
- 2015 – Pierre Senges, Achab (séquelles)[3]
- 2016 – Stéphane Audeguy, Histoire du lion Personne[4].
- 2017 – Guillaume Poix, Les Fils conducteurs[5].
- 2018 – Nathalie Léger, La Robe blanche[6].
- 2019 – Lucie Taïeb, Les Échappées[7].
- 2020 – Grégory Le Floch, De parcourir le monde et d'y rôder[8].
- 2021 – Antoine Wauters, Mahmoud ou la montée des eaux [9]
- 2022 – Anthony Passeron, Les Enfants endormis, publié chez Globe[10]
- 2023 – Elisa Shua Dusapin, Le vieil incendie[11].
- 2024 – Thomas Clerc,  Paris, musée du XXIe siècle, Minuit[12]

### Mention spéciale
La mention spéciale du Prix Wepler-Fondation La Poste récompense une œuvre marquée par une audace, un excès, une singularité échappant à toute visée commerciale.
- 1999 – Vincent de Swarte, Requiem pour un sauvage (Pauvert)
- 2000 – Richard Morgiève, Ma vie folle (Pauvert)
- 2001 – Brigitte Giraud, À présent (Stock)
- 2002 – Thierry Beinstingel, Composants (Fayard)
- 2003 – Alain Satgé, Tu n'écriras point (Seuil)
- 2004 – Jean-Louis Magnan, Anti-Liban (Verticales)
- 2005 – Zahia Rahmani, Musulman (Sabine Wespieser)
- 2006 – Héléna Marienské, Rhésus (POL)
- 2007 – Louise Desbrusses, Couronnes boucliers armures (POL)
- 2008 – Céline Minard, Bastard Battle (Leo Scheer)
- 2009 – Hélène Frappat, Par effraction (Allia)
- 2010 – Jacques Abeille, pour l'ensemble de son œuvre
- 2011 – François Dominique, Solène (Verdier)
- 2012 – Jakuta Alikavazovic, La Blonde et le Bunker (L'Olivier)
- 2013 – Philippe Rahmy, Béton armé (La Table ronde)
- 2014 – Sophie Divry, La Condition pavillonnaire (Noir sur Blanc)
- 2015 – Lise Charles, Comme Ulysse (POL)[3]
- 2016 – Ali Zamir, Anguille sous roche (Le Tripode)
- 2017 – Gaël Octavia, La Fin de Mame Baby (Gallimard)
- 2018 – Bertrand Schefer, Série noire (P.O.L)
- 2019 – Bruno Remaury, Le Monde horizontal (Corti)
- 2019 – Muriel Pic, Affranchissements (Seuil)[8]
- 2021 – Laura Vazquez, La Semaine perpétuelle (Éditions du Sous-Sol)[9]
- 2022 – Lucie Rico, GPS (éditions POL)[10]
- 2023 – Arthur Dreyfus, La troisième main[11]
- 2024 – Célestin De Meeûs, Mythologie du .12, (Éditions du Sous-Sol)